# Пробеж, Михал
Ми́хал Про́беж (пол. Michał Probierz; род. 24 сентября 1972, Бытом, Катовицкое воеводство) — польский футболист, по завершении карьеры — футбольный тренер. Как игрок он выступал на позиции полузащитника, проведя большую часть карьеры за «Гурник» Забже.
В качестве тренера он дважды выигрывал Кубок Польши и Суперкубок Польши: с «Ягеллонией Белосток» в 2010 году и с «Краковией» в 2020 году. В 2022 году он возглавил сборную Польши до 21 года, а в 2023 году возглавил сборную Польши. Впоследствии вывел национальную сборную на Евро-2024.

## Игровая карьера
На молодёжном уровне Пробеж играл за следующие клубы: «ЛКС Лагевники», «ГКС Розбарк» и «Гурник» (Забже).
Свою взрослую карьеру он начал в хожувском «Рухе», а в возрасте 21 года отправился в Германию, в «Байер Юрдинген». В 1995 году перешёл в «Ваттеншайд 09», где параллельно с игрой в футбол работал юношеским тренером. В 1997 году вернулся в Силезию, на этот раз в «Гурник» Забже, где, как и в «Ваттеншайде», одновременно играл и тренировал молодёжь. В 2003 году получил должность играющего помощника тренера. Также он работал тренером мини-футбольной команды ТККФ Хожув.
Затем, зимой 2003/2004 года, Пробеж перешёл в щецинскую «Погонь», а летом 2004 года стал игроком «Видзева». Завершил футбольную карьеру после получения серьёзной травмы (разрыв крестообразных связок) 21 мая 2005 года на 64-й минуте матча «Видзева» против «Радомско». Всего он сыграл в 260 матчах в чемпионате Польши и забил девять голов.

## Тренерская карьера

### «Полония» (Бытом)
6 октября 2005 года, в возрасте всего 33 лет, Пробеж стал тренером бытомской «Полонии», что стало первым опытом руководства клубом в его карьере. Когда он присоединился к «Полонии», клуб находился на предпоследнем, 17-м месте в таблице второго дивизиона страны, набрав в десяти играх всего пять очков. По итогам сезона «Полония» заняла 15-е место, но благодаря слиянию «Амики» и познанского «Леха» команда получила право сыграть в плей-офф, в котором обыграла «Унию», оставшись в лиге.

### «Видзев»
Ещё по ходу сезона, 1 июня 2006 года, «Видзев» объявил, что Пробеж станет тренером клуба со следующего сезона — 2006/07. Так и произошло: в июне 2006 года Пробеж занял пост тренера «Видзева», который в предыдущем сезоне занял первое место во второй лиге и получил продвижение в высший дивизион. В своём тренерском дебюте в чемпионате команда под руководством Пробежа победила клуб «Дискоболия» со счётом 2:1 на своём домашнем стадионе. В итоге Видзев занял 12-е место в лиге, в Кубке Польши выбыл в 1/16 финала от «Краковии», а в Кубке Экстракласcы не вышел из группы. После шести туров сезона 2007/08, в которых Видзев набрал всего три очка и не выиграл ни одного, Пробеж был уволен.

### Возвращение в «Полонию»
17 декабря 2007 года Пробеж снова стал тренером «Полонии», которая после осеннего тура находилась на четырнадцатом месте в таблице. Под руководством Пробежа бытомская команда проиграла пять матчей, пять сыграла вничью и три выиграла. Этот результат позволил им остаться в Экстракласе. 22 мая 2008 года Пробеж подал в отставку с поста тренера «Полонии».

### «Ягеллония»
5 июля 2008 года Пробеж был назначен тренером команды высшего дивизиона «Ягеллония». За три тура до конца сезона 2008/09, проиграв выездной матч со счётом 1:3 против «Лехии» из Гданьска, Пробеж заявил на послематчевой пресс-конференции, что отдает своё будущее в команде в распоряжение руководства. Однако президент «Ягеллонии» Цезарий Кулеша заверил в сильных позициях Пробежа в клубе и обвинил игроков в плохих результатах команды. В итоге в сезоне 2008/09 «Ягеллония» заняла восьмое место в лиге и дошла до 1/8 финала Кубка Польши.
В сезоне 2009/10 привёл «Ягеллонию» к финалу Кубка Польши, второму кубковому финалу в истории клуба, победив «Погонь Щецин» со счётом 1:0 на стадионе Здислава Кшишковяка и выиграв, таким образом, свой первый крупный польский трофей. Таким образом, «Ягеллония» также впервые в истории прошла квалификацию на европейские соревнования, выйдя в третий отборочный раунд Лиги Европы УЕФА 2010/2011.
В начале сезона 2010/11 Пробеж привёл «Ягеллонию» к победе в Суперкубке Польши после победы со счётом 1:0 над «Лехом». Однако европейский путь «Ягеллонии» оказался недолгим, поскольку в третьем квалификационном раунде их выбил греческий «Арис Салоники», одержав победу по сумме двух матчей со счётом 4:3. По окончании сезона 22 июля 2011 года оставил тренерскую позицию, достигнув лучших результатов в истории клуба. В 2011 году получил звание «тренера 90-летия» от клуба.

### ЛКС Лодзь
5 сентября 2011 года Пробеж был назначен новым менеджером клуба ЛКС Лодзь. Михал руководил клубом всего 60 дней в шести матчах, а 4 ноября 2011 года объявил о своём уходе и присоединился к греческому «Арису».

### «Арис» Салоники
В сезоне 2011/12 Пробеж занял пост тренера «Ариса Салоники». Пребывание Пробежа в клубе оказалось недолгим, поскольку уже 5 января 2012 года он покинул «Арис» по обоюдному согласию, основной причиной ухода польский специалист назвал финансовые проблемы клуба.

### «Висла» Краков

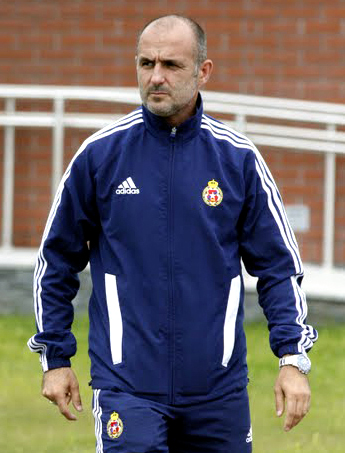
Пробеж в 2012 году с краковской «Вислой»

1 марта 2012 года Пробеж вернулся в Польшу, согласившись стать тренером действующего чемпиона, краковской «Вислы». 1 октября во время пресс-конференции после матча чемпионата c «Пястом» он подал в отставку, а на следующий день расторг контракт с краковским клубом. Свою работу в клубе Михал завершил в атмосфере конфликта с руководством команды, в том числе с капитаном команды.

### ГКС Белхатув
14 ноября 2012 года Пробеж присоединился к клубу ГКС Белхатув, занимавшему на тот момент последнее место в чемпионате. Ему удалось поруководить командой только в четырёх играх, однако ни в одной из них не была достигнута победа. В конечном итоге Пробеж покинул команду 21 декабря 2012 года, а ГКС вылетел в низшую лигу, сменив на протяжении сезона трёх разных тренеров.

### «Лехия» Гданьск
4 июня 2013 года Пробеж согласился возглавить гданьскую «Лехию» перед сезоном 2013/14. Контракт с тренером был заключен сроком на два года с возможностью продления ещё на год. 26 марта 2014 года после поражения в четвертьфинале Кубка Польши от «Ягеллонии» и серии неудачных результатов в лиге покинул команду, а клуб завершил кампанию на четвёртом месте и не сумел квалифицироваться в еврокубки.

### Возвращение в «Ягеллонию»
7 апреля 2014 года, через пару недель после ухода из «Лехии», Пробеж вернулся в бывший клуб «Ягеллония». В свой первый полный сезон у руля он занял третье место в турнирной таблице и, таким образом, получил право на участие в первом квалификационном раунде Лиги Европы УЕФА 2015/2016. После неудачного сезона 2015/16, когда «Ягеллония» оказалась в раунде на вылет, Пробеж привёл клуб к лучшей кампании в лиге в сезоне 2016/17, заняв второе место после завоевавшей трофей «Легии». 4 июня 2017 года он неожиданно покинул команду.

### «Краковия»
21 июня 2017 года было объявлено, что Пробеж подписал контракт с командой чемпионата Польши «Краковия». По итогам первой части сезона 2017/18 клуб занял десятое место, но в раунде на вылет «Краковия» уверенно возглавила группу, избежав вылета в первую лигу.
В следующем сезоне Пробеж вывел «Краковию» на четвёртое место в раунде чемпионата, а благодаря тому, что третье место заняла «Лехия», выигравшая Кубок Польши 2018/2019, клуб также прошёл квалификацию в первый квалификационный раунд Лиги Европы УЕФА 2019/20. «Краковия» выбыла из турнира из-за правила выездного гола после ничьей 3:3 по сумме двух матчей со словацкой командой ДАК 1904.
В 2020 году Пробеж привёл «Краковию» к победе в Кубке Польши 2019/2020, в результате чего «Краковия» прошла квалификацию на европейские соревнования второй сезон подряд.
9 ноября 2021 года отказался от своих должностей тренера и вице-президента и покинул клуб по обоюдному согласию.

### «Брук-Бет Термалица»
6 января 2022 года Пробеж присоединился к другому клубу Экстракласы «Брук-Бет Термалика», который на тот момент был последним в турнирной таблице. Через два дня покинул клуб из-за того, что «Термалика» не выполнила обещания, данные ему при подписании контракта.

### Польша (до 21 года)
4 июля 2022 года Пробеж был объявлен новым тренером сборной Польши среди юношей до 21 года, сменив на этом посту Мацея Столарчика. За время его пребывания в должности молодёжная сборная одержала пять побед, три ничьи и два поражения в десяти играх.

### Польша
20 сентября 2023 года после хорошего старта молодёжной сборной в отборочной кампании Евро-2025 и увольнения Фернандо Сантуша с должности тренера главной сборной страны Пробеж был объявлен преемником Сантуша.
26 марта 2024 года Польша сумела в последний момент квалифицироваться на Евро-2024 под руководством Пробежа в результате нулевой ничьей и победы над Уэльсом со счётом 5:4 по пенальти в рамках финала плей-офф квалификации Евро-2024. 12 июня 2025 года покинул пост главного тренера сборной в связи с конфликтом с Робертом Левандовским.

## Тренерская статистика
| Команда            | Страна | Начало работы    | Окончание работы | Результаты | Результаты | Результаты | Результаты | Результаты | Примечания |
| Команда            | Страна | Начало работы    | Окончание работы | И          | В          | Н          | П          | % побед    | Примечания |
| ------------------ | ------ | ---------------- | ---------------- | ---------- | ---------- | ---------- | ---------- | ---------- | ---------- |
| Полония (Бытом)    | Польша | 6 октября 2005   | 15 июня 2006     | 24         | 8          | 6          | 10         | 033,33     | [ 43 ]     |
| Видзев             | Польша | 15 июня 2006     | 3 сентября 2007  | 38         | 8          | 10         | 20         | 021,05     | [ 44 ]     |
| Полония (Бытом)    | Польша | 17 декабря 2007  | 21 мая 2008      | 13         | 3          | 5          | 5          | 023,08     | [ 43 ]     |
| Ягеллония          | Польша | 5 июля 2008      | 22 июля 2011     | 114        | 46         | 31         | 37         | 040,35     | [ 45 ]     |
| ЛКС Лодзь          | Польша | 5 сентября 2011  | 3 ноября 2011    | 8          | 4          | 1          | 3          | 050,00     | [ 46 ]     |
| Арис (Салоники)    | Греция | 3 ноября 2011    | 5 января 2012    | 9          | 4          | 1          | 4          | 044,44     | [ 47 ]     |
| Висла (Краков)     | Польша | 1 марта 2012     | 1 октября 2012   | 23         | 11         | 4          | 8          | 047,83     | [ 48 ]     |
| Белхатув           | Польша | 14 ноября 2012   | 21 декабря 2012  | 4          | 0          | 2          | 2          | 000,00     | [ 49 ]     |
| Лехия (Гданьск)    | Польша | 4 июня 2013      | 26 марта 2014    | 31         | 10         | 11         | 10         | 032,26     | [ 50 ]     |
| Ягеллония          | Польша | 7 апреля 2014    | 4 июня 2017      | 131        | 60         | 28         | 43         | 045,80     | [ 45 ]     |
| Краковия           | Польша | 21 июня 2017     | 9 ноября 2021    | 175        | 68         | 46         | 61         | 038,86     | [ 51 ]     |
| Брук-Бет Термалика | Польша | 6 января 2022    | 8 января 2022    | 0          | 0          | 0          | 0          | —          | [ 52 ]     |
| Польша (до 21)     | Польша | 4 июля 2022      | 20 сентября 2023 | 10         | 5          | 3          | 2          | 050,00     | [ 53 ]     |
| Польша             | Польша | 20 сентября 2023 | 12 июля 2025     | 8          | 5          | 3          | 0          | 062,50     | [ 54 ]     |
| Итого              | Итого  | Итого            | Итого            | 588        | 232        | 151        | 205        | 039,46     | —          |

## Достижения

### В качестве тренера
«Ягеллония»
- Кубок Польши: 2009/10
- Суперкубок Польши: 2010

«Краковия»
- Кубок Польши: 2019/20
- Суперкубок Польши: 2020

### Индивидуальные
- Тренер года в Польше: 2010[55]
- Лучший тренер сезона чемпионата Польши: 2014/15[56]
- Тренер месяца в чемпионате Польши: апрель 2017[57], декабрь 2018[58], февраль 2019[59]
- Лучший тренер «Ягеллонии» за всю историю: 2010[60]